# Intercontinental Hotel and Tower
 (mai 2024).
Si vous disposez d'ouvrages ou d'articles de référence ou si vous connaissez des sites web de qualité traitant du thème abordé ici, merci de compléter l'article en donnant les références utiles à sa vérifiabilité et en les liant à la section « Notes et références ».
L'Intercontinental Hotel and Tower  est un gratte-ciel en construction au Koweït. Les travaux sont actuellement interrompus. 